# Jason Terry
Jason Eugene Terry (* 15. September 1977 in Seattle, Washington) ist ein US-amerikanischer Basketballtrainer und ehemaliger -spieler. Er spielte von 1999 bis 2018 in der NBA, die meiste Zeit davon bei den Dallas Mavericks. In seiner 19-jährigen Spielerkarriere gewann Terry unter anderem den NBA Sixth Man of the Year Award (2009) und die NBA-Meisterschaft 2011 mit den Texanern.

## Persönliches
Sein Spitzname Jet leitet sich von seinen Initialen (Jason Eugene Terry) ab. Er war während seiner Spielerzeit ein sicherer Distanzschütze und war mehrmals für den Three-Point Shootout im Rahmen des All-Star-Games nominiert. Auf seiner Brust hat er die Zahl 206 tätowiert, die Telefonvorwahl seiner Heimatstadt Seattle, und direkt darunter befindet sich eine Tätowierung der Skyline der Stadt. Obwohl Dallas vor Beginn der Saison 2010/11 nur Außenseiterchancen eingeräumt wurden, ließ er sich während eines Mannschaftstreffens am 19. Oktober 2010 den NBA-Meisterschaftspokal (Larry O'Brien NBA Championship Trophy) auf den rechten Bizeps tätowieren und gewann in dieser Saison tatsächlich die Meisterschaft.
Terry wuchs als eines von zehn Kindern von Andrea Cheatham und Curtis Terry auf. Seine Frau Johniyka und er haben vier Töchter: Jasionna, Jalayah, Jaida und Jasa. Er gründete eine Stiftung (Jason Terry Foundation), die sowohl schulische als auch sportliche Programme für Jugendliche in Seattle anbietet.
Sein Cousin Martell Webster war ebenfalls Profibasketballer in der NBA.

## Karriere

### NCAA
Terry spielte von 1995 bis 1999 für die Mannschaft der University of Arizona. 1997 gewann er den NCAA-Meistertitel. In seiner Hochschulzeit erreichte Terry einen Punktedurchschnitt von 11,3 je Begegnung. In der Saison 1998/99 brachte er es auf Mittelwerte von 21,9 Punkten, 5,5 Korbvorlagen, 3,3 Rebounds und 2,8 Ballgewinnen pro Spiel und wurde in der Pac-10 als bester Spieler der Saison ausgezeichnet.

### Atlanta Hawks (1999–2004)
Seine Karriere als Berufsbasketballspieler begann im NBA-Draftverfahren 1999, in dem er an zehnter Stelle von den Atlanta Hawks ausgewählt wurde. Nach einer durchwachsenen ersten Saison, in der er sich einen Platz in der Startaufstellung erkämpfen konnte und in das NBA All-Rookie Second Team berufen wurde, steigerte er seinen Schnitt in seiner zweiten Saison von 8 auf fast 20 Punkte pro Spiel. In dieser Saison stellte er seine neue Karrierebestleistung von 46 Punkten auf. Bei den Hawks war er fünf Jahre lang die erste Option im Angriff, hatte jedoch kaum gute Mitspieler um sich, so dass er einen Wechsel forderte und im August 2004 mit Alan Henderson und einem First-Round-Pick im Austausch gegen Antoine Walker und Tony Delk zu den Dallas Mavericks geschickt wurde.

### Dallas Mavericks (2004–2012)
Terry wurde bei den Dallas Mavericks zu einem der besten Sixth Men der Liga und erreichte dort in jedem Jahr die Playoffs, zwei Mal sogar das Finale. In der Saison 2005/06 verlor die Mannschaft gegen die Miami Heat.
In der 2010/11er Spielzeit erreichte Terry mit den Texanern erneut das Finale und traf wie fünf Jahre zuvor auf die Heat. Diesmal konnte sich Dallas nach einem Serien-Rückstand mit 4:2 durchsetzen, Terry wurde zum ersten Mal NBA-Meister, wobei er im entscheidenden sechsten Spiel mit 27 Punkten bester Korbschütze war und zum Spieler des Spiels gekürt wurde.
Seine statistisch beste Saison verzeichnete Terry zwar noch in seiner Zeit bei den Hawks, doch seine wichtige Rolle als Einwechselspieler wurde in der Saison 2008/09 entsprechend mit dem NBA Sixth Man of the Year Award geehrt. In den Playoffs stellte Terry eine NBA-Bestmarke auf, indem er im vierten Spiel gegen die Los Angeles Lakers neun Dreipunktewürfe verwandelte. Diesen Rekord teilt er sich mit Vince Carter, Ray Allen und Rex Chapman. Er beendete das Spiel mit einer Dreier-Quote von 90 %.

### Boston Celtics (2012–2013)
Nach der verkürzten Lockout-Saison 2011/2012 verließ Terry die Dallas Mavericks und unterschrieb bei den Boston Celtics einen Dreijahresvertrag. In seiner ersten Saison mit den Celtics erzielte Terry im Schnitt zwölf Punkte pro Spiel und kam wie in Dallas meist von der Bank. Gegen die New York Knicks schieden die Celtics in den Playoffs 2013 in der ersten Runde aus.

### Brooklyn Nets (2013–2014)
Nach dem Draftverfahren 2013 gaben die Celtics Terry zusammen mit Paul Pierce und Kevin Garnett an die Brooklyn Nets ab. Damit machte Boston den Weg für einen Neuaufbau der Mannschaft mit jüngeren Spielern frei. In Brooklyn spielte Terry unter Headcoach Jason Kidd, der 2011 beim Gewinn der Meisterschaft bei den Dallas Mavericks noch sein Mitspieler gewesen war. Bei den Nets konnte Terry jedoch nicht wie erhofft überzeugen. Aufgrund von Verletzungen verpasste er eine größere Anzahl von Spielen.

### Sacramento Kings (2014)
Während der laufenden Saison 2013/14 wurde Terry im Rahmen eines Spielertauschs an die Sacramento Kings abgegeben. Im Gegenzug wechselte Guard Marcus Thornton nach Brooklyn. Ohne ein einziges Spiel für die Kings bestritten zu haben, fiel Terry durch eine Knieverletzung aus.

### Houston Rockets (2014 bis 2016)
Zum Saisonende wechselte Terry zu den Houston Rockets. Die Texaner hatten sich mit den Sacramento Kings auf ein Geschäft geeinigt, in dessen Rahmen Terry sowie zwei künftige Draft-Zweitrundenauswahlrechte an Houston abgetreten wurden. Im Gegenzug erhielten die Kalifornier Alonzo Gee und Scotty Hopson sowie die Möglichkeit, mit Hilfe einer Ausnahmeregelung (englisch: trade exception) trotz Übersteigen der Gehaltsobergrenze einen Spieler unter Vertrag zu nehmen, ohne selbst einen abgeben zu müssen.

### Milwaukee Bucks (2016 bis 2018)
Am 22. August 2016 unterschrieb Terry einen Vertrag bei den Milwaukee Bucks. Terry spielte altersbedingt nur noch gelegentlich und kam in zwei Jahren bei den Bucks auf 3,8 Punkte im Schnitt. Im Anschluss an die Saison beendete Terry seine langjährige NBA-Karriere im Alter von 40 Jahren.
Terry kam während seiner 19-jährigen Laufbahn auf durchschnittlich 13,4 Punkte, 2,3 Rebounds und 3,8 Assists in mehr als 1400 NBA-Spielen.

### Trainer-Karriere
Nach seinem Karriereende stieg Terry als stellvertretender Manager bei den Texas Legends in der NBA-G-League ein. 2020/21 gehörte er als Assistenztrainer dem Stab der University of Arizona an und wurde im Sommer 2021 Cheftrainer der Mannschaft Grand Rapids Gold in der NBA-G-League.